# سارا لويز تريسي
سارا لويز تريسي (بالإنجليزية: Sara Louise Treacy)‏ هي منافسة ألعاب القوى أيرلندية، ولدت في 22 يونيو 1989.

## وصلات خارجية
- سارا لويز تريسي على موقع الاتحاد الدولي لألعاب القوى (الإنجليزية)
- سارا لويز تريسي على موقع الدوري الماسي (الإنجليزية)
- سارا لويز تريسي على موقع اللجنة الأولمبية الدولية (الإنجليزية)
- سارا لويز تريسي على موقع أوليمبيديا (الإنجليزية)